# Нічого святого
«Нічого святого» (англ. Nothing Sacred) — кінофільм режисера Вільям А. Уеллмена, що вийшов на екрани в 1937 році.

## Зміст
Аферист — газетний репортер Хзйзел Флегг, щоб домогтися прихильності від свого боса Олівера Стоуна, експлуатує історію про «неминучу» кончину нібито «смертельно» хворої дівчини Воллі Кук. За допомогою газетної «качки», «приречена» молода леді стає відома всьому Нью-Йорку. Містяни щиро співпереживають дівчині і піклуються про неї. Але ситуація виходить з-під контролю репортера-афериста. Обман виявляється і…

## Ролі
| Актор             | Роль                      |
| ----------------- | ------------------------- |
| Керол Ломбард     | Хейзел Флегг              |
| Фредрік Марч      | Воллі Кук                 |
| Чарльз Віннінгер  | доктор Енох Даунер        |
| Волтер Конноллі   | Олівер Стоун              |
| Сіг Руман         | доктор Еміль Еггельхоффер |
| Френк Фей         | церемоніймейстер          |
| Трой Браун        | Ернест Вокер              |
| Макс Розенблум    | Макс Левінскі             |
| Маргарет Хемілтон | Уорсоу                    |
| Олін Ховлін       | Вілл Булл                 |

## Знімальна група
- Режисер — Вільям Уеллмен
- Сценарист — Девід Селзнік, Роберт Гарсон, Мосс Харт
- Продюсер — Девід Селзнік
- Композитор — Оскар Левант